# Hermann von Velen der Ältere
Hermann von Velen der Ältere (* 1. Oktober 1516; † 12. September 1584) war kaiserlicher Hofmarschall und Amtsdroste in Meppen.

## Leben

### Herkunft und Familie
Hermann von Velen entstammte dem westfälischen Adelsgeschlecht von Velen, aus dem zahlreiche namhafte Persönlichkeiten hervorgegangen sind. Er war der Sohn des Hermann von Velen († 1521) und dessen Gemahlin Margaretha von Raesfeld. Sein Bruder Reiner († 1537) war Domherr in Münster. Am 1. April 1539 heiratete er Maria (Margaretha) von Morrien (1523–1596, Tochter des Erbmarschalls Gerhard Morrien). Aus der Ehe sind dreizehn Kinder hervorgegangen, darunter
- Adrian (Domherr in Münster und Osnabrück)
- Johannes (1556–1616, Domherr in Münster und Landrat)
- Hermann (1544–1611, kaiserlicher Obrist, Amtsdroste)
- Alexander (1556–1630, Hofmarschall und Amtsdroste)
- und Reiner († 1575, Domvikar) sowie Stiftsdamen Elisabeth, Anna, Agnes und Sophia.

Aus den von seiner Mutter Margareta von Raesfeld herrührenden Erbansprüchen gelang es Hermann, das Haus Raesfeld zu erwerben und damit die Voraussetzungen für die Begründung einer zweiten Linie der Familie von Velen zu schaffen. Während sein Sohn Hermann den alten Familiensitz Velen erhielt, fiel Raesfeld an den Sohn Alexander, der sich im Dienste des Kaisers in den Türkenkriegen auszeichnen konnte und wesentlichen Anteil daran hatte, dass der Familie vom Kaiser der Freiherrentitel verliehen wurde. Alexander war es auch, der dem Vater in den politischen Ämtern nachfolgte. Seinem gleichnamigen Sohn Alexander, Heerführer im Dreißigjährigen Krieg, gelang dann der Aufstieg in den Grafenstand.

### Politisches Wirken
Hermann spielte im 16. Jahrhundert in der Geschichte des Bistums Münster eine bedeutende Rolle. Die Grundlage für seine Karriere schuf er durch den Einsatz seines Vermögens. Dies geschah unter anderem dadurch, dass er für den Bischof von Waldeck, der sich stets in Geldnot befand, bürgte. Als Gegenleistung erhielt er am 11. Dezember 1547 die Anwartschaft auf die Übertragung des Drostenamts im Emsland und am 11. Oktober 1548 die endgültige Bestallung zum Drosten. Im gleichen Jahr verpflichtete sich Hermann, die fälligen Pensionszahlungen für den früheren Bischof Friedrich von Wied aus den Einkünften im Emsland zu übernehmen. Dafür musste sich der Bischof verpflichten, Hermann bis zur Rückzahlung der Summe im Drostenamt zu behalten. Wegen seiner Verdienste um das Bistum sicherte ihm Bischof Johann von Hoya im Jahre 1569 zu, das Drostenamt auf Lebenszeit zu belassen und nach seinem Tode dies seinem Sohn zu übertragen. Einige Jahre später erhielt er zusätzlich das Drostenamt zu Rheine und Bevergern.
1560 wurde Hermann von Bischof Bernhard von Raesfeld zum Hofmarschall ernannt. In dieser Funktion genoss er das besondere Vertrauen des Bischofs und unterstützte dessen Politik. Unter Einsatz seines privaten Vermögens setzte er sich besonders in der Zeit des Bischofs Ernst von Bayern für die Aufstellung von Truppen ein, um Übergriffe der aus den Niederlanden in das Münsterland eindringenden spanischen und niederländischen Soldaten abzuwehren.

### Sonstiges
Im Jahre 1584 schrieb Hermann von Velen, seine Familie sei fast das einzige adelige Geschlecht, „so noch allein bei Haus und Namen im Stift Münster durch Gottes Segen völlig erhalten“. Er wollte damit ausdrücken, dass bei seiner Familie Wohnsitz und Namen noch identisch waren.